# Іпава (Іллінойс)
Іпава (англ. Ipava) — селище (англ. village) в США, в окрузі Фултон штату Іллінойс. Населення — 447 осіб (2020).

## Географія
Іпава розташована за координатами 40°21′9″ пн. ш. 90°19′24″ зх. д. / 40.35250° пн. ш. 90.32333° зх. д. (40.352569, -90.323389).  За даними Бюро перепису населення США в 2010 році селище мало площу 0,69 км², уся площа — суходіл.

## Демографія
Згідно з переписом 2010 року, у селищі мешкало 470 осіб у 212 домогосподарствах у складі 139 родин. Густота населення становила 677 осіб/км².  Було 243 помешкання (350/км²).
Расовий склад населення:
| - 98,3 % — білих - 0,4 % — азіатів - 0,2 % — чорних або афроамериканців |

До двох чи більше рас належало 0,9 %. Частка іспаномовних становила 0,4 % від усіх жителів.
За віковим діапазоном населення розподілялося таким чином: 20,6 % — особи молодші 18 років, 61,7 % — особи у віці 18—64 років, 17,7 % — особи у віці 65 років та старші. Медіана віку мешканця становила 45,2 року. На 100 осіб жіночої статі у селищі припадало 96,7 чоловіків;  на 100 жінок у віці від 18 років та старших — 96,3 чоловіків також старших 18 років.
Середній дохід на одне домашнє господарство  становив 56 005 доларів США (медіана — 47 143), а середній дохід на одну сім'ю — 61 050 доларів (медіана — 48 750). За межею бідності перебувало 9,7 % осіб, у тому числі 10,9 % дітей у віці до 18 років та 3,6 % осіб у віці 65 років та старших.
Цивільне працевлаштоване населення становило 238 осіб. Основні галузі зайнятості: освіта, охорона здоров'я та соціальна допомога — 31,9 %, роздрібна торгівля — 17,2 %, виробництво — 11,3 %, транспорт — 9,7 %.